# Pelargonium tetragonum
Pelargonium tetragonum ist eine Pflanzenart aus der Gattung der Pelargonien (Pelargonium) innerhalb der Familie der Storchschnabelgewächse (Geraniaceae). Sie ist in Südafrika beheimatet.

## Beschreibung

### Vegetative Merkmale
Pelargonium tetragonum wächst als stark verzweigter Kletterstrauch. Die stumpf 3- bis 4-kantigen, sukkulenten Triebe sind relativ schlank und spröde und können bis zu 2 Meter lang werden. Die Internodien sind vergleichsweise lang. Die halbsukkulenten Blätter sind kahl bis zottig-haarig und besitzen vereinzelt Drüsenhaare. Die herz bis nierenförmige Blattspreite ist 5-teilig handförmig geteilt und ist häufig mit zonalen Markierungen versehen. Der Blattstiel ist deutlich länger als die Spreite. 

### Generative Merkmale
Der unverzweigte Blütenstand enthält in der Regel 2 Blüten. Der sehr kurze Blütenstiel ist viel kürzer als der Blütenbecher ausgebildet. Die 4 bis seltener 5 Kronblätter sind cremefarben bis rosa gefärbt und mit weinroten Markierungen versehen. Die oberen zwei sind relativ groß ausgebildet und doppelt so lang wie die beiden unteren. Es sind sieben fertile Staubblätter vorhanden.

### Chromosomenzahl
Die Chromosomenzahl beträgt 2n = 22.

## Vorkommen
Das Verbreitungsgebiet von Pelargonium tetragonum liegt in den südafrikanische Provinzen Westkap und Ostkap.

## Systematik
Die Erstbeschreibung als Geranium tetragonum erfolgte 1781 durch Carl von Linné. Charles Louis L’Héritier de Brutelle stellte die Art 1789 in die von ihm neu geschaffene Gattung Pelargonium.
Synonyme für Pelargonium tetragonum (L.f.) L’Hér. sind Jenkinsonia tetragona (L.f.) Sweet, Chorisma tetragona (L.f.) Ecklon & Zeyer und Chorisma flavescens Ecklon & Zeyer.
Die Art gehört zur Sektion Chorisma DC. Sie wird in der Roten Liste der gefährdeten Pflanzenarten Südafrikas als „Least Concern“ = „nicht gefährdet“ bewertet.

## Nachweise